# Szigetek az égben
A Szigetek az égben (Islands in the Sky) egy 1952-ben megjelent sci-fi regény Arthur C. Clarke tollából. A regény Clarke korai művei közé tartozik, de már itt is megtalálható az író geostacionárius pályára állított távközlési állomásokról szóló elmélete.
Magyarul 2010-ben jelent meg, Kolonics Gabriella fordításában a Galaktika Fantasztikus Könyvek-sorozat egyik tagjaként.

## Cselekmény
|  | Alább a cselekmény részletei következnek! |

Roy Malcolm egy űrfanatikus fiatalember, aki egy vetélkedőben nyer egy utazást az egyik Föld körül keringő állomásra. Roy megtapasztalja a mikrogravitációt, bepillantást nyer a legénység mindennapi életébe, és része lesz az első űrben forgatott film stábjának is.
A regény közben többször is ködösen utalnak egy idegen létformára, mely megosztja az emberiséggel a Naprendszert. Ezek a létformák nem intelligensek, és Doyle parancsnok szerint a Merkúr sötét felén élnek. A könyv végén Roy lát egy fotót a marsi őslakosságról, akik békésen viszonyulnak az emberiséghez.
|  | Itt a vége a cselekmény részletezésének! |

## Magyarul
- Szigetek az égben; ford. Kolonics Gabriella; Metropolis Media, Bp., 2010 (Galaktika fantasztikus könyvek)

## Külső hivatkozások
- A könyv a Galaktika.hu-n Archiválva 2012. december 19-i dátummal a Wayback Machine-ben
- A Szigetek az égben a Moly.hu-n
- A Szigetek az égben kritikája az eKultúra.hu-n